# Маруся Юрків-Яроцька
Маруся Юрків-Яроцька (англ. Marusya Yurkiv-Yarotska; нар. 1951, Англія) — австралійська художниця, архітектор та музикант українського походження. Директор Українського музею в Австралії.

## Біографічні відомості
Народилась в 1951 році в Англії. Там проживала перші роки життя та здобула освіту. Закінчила українську суботню школу-десятирічку, де пізніше працювала. Пізніше здобула освіту архітектора. Є членом Британського й Австралійського Королівського інституту архітекторів. Працювала в Державному відділі житлових приміщень. Спроєктувала близько 1500 будівель.
З ранніх років вступила до Спілки української молоді. У 1967 році спільно із сестрою Олею та подругою Даркою створили вокальне тріо «Конвалія», брали участь у концертах у країнах Європи та випустили три платівки. На слова віршів Василя Симоненка «Мамо», «Україно», «На білих конях», «Земле рідна» написала мелодії та музичні композиції до власних віршів. Членкиня Союзу українок Австралії.
У 1981 році разом із чоловіком Василем Яроцьким і синами Симоном та Андрієм переїхали до Австралії. Там проовжила роботу в архітектурі, де працювала на посаді голови секції Відділу муніципального будівництва й розбудови в околиці Бродмедовз, у Вікторії. За її проєктами збудовано низку споруд. З нагоди 1000-ліття Християнства в Україні за її проєктом збудовано пам'ятник-монастир для Сестер Василіянок у Мельбурні.
У 2018 році очолила Український музей в Австралії.
Із творчого доробку художниці Марусі Юрків-Яроцької найвідомішими є роботи, що торкаються трагічних сторінок історії України. Зокрема це графічний твір «Мадонна Голодомору-33». Твір присвячений пам'яті жертв Голодомору виконаний у 2013 році, а у 2016 році його автор подарувала Меморіалу жертв Голодомору у вигляді вишитої бісером ікони «Мадонна Голодомору-33», що вишивав майстер Роман Магоцький. Раніше виконала графічну роботу, присвячену Чорнобильській катастрофі «Чонобильська Мадонна».